# Кідер Фелікс Іхільович
Фе́лікс Іхі́льович Кі́дер (7 вересня 1938, Балашиха Московської області (Росія) — 2003, м. Херсон) — графік, маляр, скульптор, творець сучасного інтер'єру.

## Життєпис
Народився 7 вересня 1938 року у місті Балашиха Московської області (Росія).
- 1959 — закінчив Кримське художнє училище ім. М. С. Самокиша.
- 1968 — закінчив Харківський художньо-промисловий інститут. Педагоги: Косарєв Б. В., Єрмілов В. Д.
- 1975 — член Спілки художників України.
- 2001 — дипломант Міністерства культури і мистецтв України, та Національної Спілки художників України.
- 2002 — Заслужений художник України.

Ф.Кідер викладав у Державній академії керівних кадрів культури і мистецтв України (кафедра дизайну) у Херсоні.
Помер у 2003.

## Творчий доробок
Виставкову діяльність художник Фелікс Кідер розпочав з 1969 р. Зараз на його рахунку понад 60 виставок різного рівня, в їх числі Всеукраїнське трієннале графіки в Києві 1997 року, і міжнародне квадрієннале графіки у Москві 1997 року, бієнале Габрово (Болгарія) 1999 р., виставка-конкурс «2000 року під зіркою Вифлеєму» (1999, місто Одеса).
Багато уваги приділяв книжковій графіці, екслібрису. Ілюструючи в 1986 році книгу «Лікарські рослини України», зумів перейнятися сутністю народної мудрості, силою своєї уяви інтерпретувати події і осмислити їх. З'єднавши народні мотиви з сучасністю, створив оригінальні офорти «Збирання трав», «Лікарювання», «Приготування зілля», «Травниця», «Сушіння коренів», досягнувши великого емоційного впливу на глядача.
У станковій графіці Кідера найбільше приваблюють жанрові сцени. Чимало років тому він розпочав серію «Місто». Ці міні-картини, виконані в техніці офорту, розповідають про життя херсонців. Художник побачив своїх героїв у різних життєвих ситуаціях — радості, біді, роботі, відпочинку. Інколи з теплим гумором, усмішкою, іронією вихоплює типові сценки, які приваблюють його глибоким змістом і наповнюють підмічене психологічним роздумом і осмисленням фактів у загальному русі часу.
У своїх роботах Кідер часто звертається до Скіфської Баби, використовуючи модульний ряд її пластики. Цей поетичний символ проходить як зв'язок між минулим, теперішнім і майбутнім Придніпров'я. На думку художника, вона на цій землі не випадкова, а покликана оберігати небо і землю, і все живе. Її присутністю овіяні живописні полотна «Цей простір» (триптих), «Біле місто», «Ангел-охоронець степу», «Перекотиполе» (квадриптих), «Охоронець міста», «Степове каміння» (триптих) та ін.